# Vellozia stipitata
Vellozia stipitata är en enhjärtbladig växtart som beskrevs av Lyman Bradford Smith och Edward Solomon Ayensu. Vellozia stipitata ingår i släktet Vellozia och familjen Velloziaceae. Inga underarter finns listade.